# Mabalane
Mabalane es una villa y también uno de los doce distritos que forman la provincia de Gaza en la zona meridional de Mozambique, región fronteriza con las provincias de Manica, de Inhambane y de Maputo. Región ribereña del Océano Índico y fronteriza con Zimbabue (Provincia de Masvingo) y Sudáfrica (Provincia de Limpopo) que geográficamente pertenece a la ecorregión de salobral del Zambeze en la cuenca del río Limpopo.
La ciudad se encuentra en la zona meridional del distrito.
Limita al norte con el distrito de Chicualacuala, al norte y al oriente con Chigubo, al suroriente con el de Guijá, al sur con Chókwè y al suroccidente con Massingir.

## Demografía
Tiene una superficie de 9.580 km² y según el censo de 2007 una población de 32.040, lo cual arroja como densidad 3,3 habitantes/km². Se ha presentado un aumento de 25,8% con respecto a los 25.464 registrados en 1997.

## División administrativa
Este distrito, formado por siete localidades y 43 aldeas, se divide en tres puestos administrativos (posto administrativo), con la siguiente población censada en 2005:
- Mabalane, sede, 12 516 (Nhatimamba y Tsocate).
- Combomune, 10 467. (Estación y Río)
- Ntlavene, 8 736 (Chipswane).

## Medio Ambiente
Sabana arbolada de mopane del Zambeze, en el Parque Transfronterizo del Gran Limpopo, un parque de la paz que vincula al parque nacional Kruger con el parque nacional Gonarezhou en Zimbabue y al parque nacional de Limpopo en Mozambique. Los cañones del parque Kruger han sido nombrados Reserva de la Biosfera por la Unesco.